# 텀블링 (드라마)
텀블링(일본어 : タンブリング)은 일본의 만화이며, 2010년 4월 17일부터 6월 26일까지 TBS에서 드라마로 제작이 되었다. 토요일 밤 8시에 방송되었다.

## 개요
고등학교 열혈 양키 3인방이 남자 리듬체조부에 들어가게 되면서, 남자 리듬체조부의 우정과 갈등을 그린 드라마이다.

## 줄거리
어린 시절, 와타루는 체육관내에서 리듬 체조 선수들이 하던 텀블링을 보고 하늘로 날아오르고 싶은 꿈을 가졌다. 그로부터 몇 년이 지난 지금, 와타루는 싸움에 강한 학교 열혈 양키가 되었다. 이에 반면, 남자 리듬체조부를 이끌고 있는 유타와 부원들은 체육관 단상에서 함께 이야기를 나누고 있지만, 남자 리듬체조부는 여자 리듬체조부와는 달리, 마땅한 연습할 곳도 없어 헤메이게 되는데... 
 어느 날, 와타루는 남자 리듬체조부 주장 유타와 같은 반이 되고, 신입교사인 카시와기와 새로운 여학생 마리가 전학을 오게 된다. 그런데 와타루는 2학년 때 성적이 부족하게 되자, 와타루의 담임인 카시와기는 그에게 부활동과 보충 수업 중 한 가지 할 것을 권고하게 되는데, 와타루는 부모님 얘기가 나오자 마자 무섭게 부활동을 정하게 된다. 럭비, 유도에서 부활동을 했지만 맞지 않아 탈퇴. 그러던 어느 날, 체육관 안에서 부원 마리를 보던 중 혼자 연습하고 히노의 텀블링에 끌리게 되는데, 하지만... 가만히 있을 와타루가 아니다. 텀블링에 이끌려 남자 리듬체조부에 들어가게 되는데....

## 등장 인물
- 아즈마 와타루 : 야마모토 유스케

가라스모리 고교 3학년, 통칭 '가라코'의 두목이자 싸움에 강한 열혈 양키. 좋아하는 여자 앞에서는 약하지만, 학교 성적 부족으로 인해 부활동을 하게 되자마자, 텀블링이 하고 싶다며, 남자 리듬체조부의 세계로 입문하게 된다.
- 타케나카 유타 : 세토 코지

가라스모리 고교 3학년, 책임감이 강한 남자 리듬체조부의 주장. 중학생 시절부터 남자 단체 리듬 체조 연기에 사로잡혀, 체조를 시작했고, 이후 남자 신체조부를 설립한 일등공신.
- 츠키모리 료스케 : 미우라 쇼헤이

가라스모리 고교 3학년, 와타루의 친구. 잘생긴 얼굴로 여자친구들이 좀 많은 편. 하지만, 친구를 생각하는 마음이 강해, 뜨거운 마음을 가지고 있다.
- 키아마 류이치로 : 다이토 슌스케

가라스모리 고교 3학년, 와타루의 친구. 말수가 적게 군집하는 것이 싫은 독불 장군이지만, 와타루의 인간성은 인정하고 있다.
- 히노 테츠야 : 니시지마 타카히로

가라스모리 고교 2학년, 남자 리듬체조부의 부원이자 주장인 유타와는 같은 중학교 선·후배 지간. 중학생 시절부터 체조를 시작하여 전일본 주니어 대회에 출전한 경험이 있는 우수한 선수이다. 하지만 그들과는 달리 개인전에는 흥미가 있고 단체전과는 거리가 먼 존재. 항상 냉정하게 객관적으로 협동성도 전혀 없다.
- 츠치야 사토시 : 토미우라 사토시

가라스모리 고교 2학년, 히노와 마찬가지로 주장인 유타와는 같은 중학교 선·후배 지간. 유타와 같이 중학교 체조부에서 같이 활동한 경험이 있다. 체조에 대한 애정이 깊은 밝고 순수한 성격의 소유자.
- 미즈사와 타쿠 : 야나기시타 토모

가라스모리 고교 3학년, 남자 리듬체조부의 부원. 중학생 시절에 기계 체조 경험이 있어, 운동신경이 뛰어나다. 그 경험을 되살려 유타에게 이끌리게 되, 리듬체조의 세계에 입문.
- 닛포리 케이지 : 카쿠 켄토

가라스모리 고교 2학년, 와타루의 후배. 스스로 세련된다고 하지만, 싸움이 약하고, 기분도 작다. 아즈마를 「아니키」라고 그리워해 어디까지나 따라간다. 4남매 중 장남으로, 생활이 어렵고, 신문 배달의 아르바이트로 가계를 돕고 있다.
- 카네코 아츠시 : 타모토 소란

가라스모리 고교 3학년, 남자 리듬체조부의 부원. 체조에 대한 애정이 깊고 지식이 풍부하며, 학년 중 수재로 국립대를 목표로 하고 있다. 역시 중학생 시절에 기계체조를 한 경험이 있다.
- 사토나카 마리 : 오카모토 아즈사

가라스모리 고교 3학년, 와타루와 같은 반이자, 여자 리듬체조부의 부원.
- 카시와기 유타카 : 아키라

가라스모리 고교 교사이자 와타루의 담임. 체조에 대한 지식은 전혀 없으나, 남자 리듬체조부의 고문 역할을 하게 된다. 원예가 취미.
- 에자키 쇼코 : 구니나카 료코

가라스모리 고교 여자 리듬체조부를 이끌고 있는 수장. 하지만 남자 신체조부에 대한 적대감이 워낙 강한 존재. 전 리듬 체조 선수.
- 아즈마 나츠코 : 오쓰카 네네

와타루의 모친. 양식 레스토랑을 경영하고 있다.
- 타시로 시게오 : 사토 지로

나츠코의 가게 근처에서 야채가게를 운영하고 있다. 아즈마에게도 아버지와 같은 존재이다.

## 부제 및 시청률
| 방송회 | 방송일          | 부제 | 각본                          | 연출            | 시청률 |
| ------ | --------------- | --- | ----------------------------- | --------------- | ------ |
| 1      | 2010년 4월 17일 | 신체조는 여자 밖에 없다! 학교 제일의 불량 학생이, 남자 신체조로 기적을 일으키다 … 꿈을 향해서 뜨겁게 사는 남자들의 웃음과 눈물의 청춘 스포츠 근성 드라마가, 마침내 오늘 밤 시작한다 | 에가시라 미치루               | 마츠다 아야토   | 10.5%  |
| 2      | 2010년 4월 24일 | 남자 신체조부, 폐부의 위기!? 붕괴하는 동료와의 인연 | 에가시라 미치루 와타나베 케이 | 쿠라누키 켄지로 | 8.8%   |
| 3      | 2010년 5월 1일  | 친구와 가족에게 바쳤던 눈물의 대립… | 시미즈 유카코                 | 마츠다 아야토   | 6.9%   |
| 4      | 2010년 5월 8일  | 폭로하는 비밀 … 다가오는 병마 | 시미즈 유카코                 | 쿠라누마 켄지로 | 6.8%   |
| 5      | 2010년 5월 15일 | 잃어버렸던 신뢰 … 땀과 눈물의 합숙 | 와타나베 케이                 | 마츠다 아야토   | 7.0%   |
| 6      | 2010년 5월 22일 | 벽을 타고 넘어라!! 충격의 고백 | 시미즈 유카코                 | 하마 히로타     | 7.6%   |
| 7      | 2010년 5월 29일 | 인연이 연결하는 … 현 대회로의 가교 | 시미즈 유카코                 | 구라누카 겐지로 | 7.2%   |